# Mònica Martínez Bravo
Mònica Martínez Bravo   (Barcelona, 1982) és una economista catalana. Des del 12 d'agost de 2024, és consellera de Drets Socials i Inclusió de la Generalitat de Catalunya.

## Trajectòria
Va estudiar Economia a la Universitat Pompeu Fabra (2004) i va obtenir el doctorat en Economia al Massachusetts Institute of Technology (MIT) (2010). Ha estat professora al Centre d'Estudis Monetaris i Financers (2013-en excedència), professora a la Universitat Johns Hopkins (2010-2012) i professora visitant al Massachusetts Institute of Technology.
Entre el 2021 i el 2023 va ser investigadora principal i coordinadora científica de l'equip d'investigadors que dóna suport al Ministeri d'Inclusió, Seguretat Social i Migracions en l'avaluació dels itineraris d'inclusió associats a l'Ingrés Mínim Vital. Al gener de 2024, va ser nomenada secretària general d'Inclusió al Govern d'Espanya fins a l'agost del mateix any, quan va ser designada consellera de Drets Socials i Inclusió pel president de la Generalitat, Salvador Illa.
El 24 de març de 2025 va destituir la directora general de la Direcció General d'Atenció a la Infància i l'Adolescència (DGAIA), Isabel Carrasco, i el seu subdirector, Joan Mayoral, després que un informe de la Sindicatura de Comptes informés de nombroses irregularitats en les contractacions.